# Enargita
La enargita es un mineral del grupo de los sulfuros, y dentro de estos al subgrupo de la estannita. Químicamente es un sulfuro de arsénico y cobre. Presenta como aspecto típico un hábito masivo negro, aunque también puede adoptar la forma de cristales alargados rayados.
Fue descrita por primera vez en 1850 en Perú. Su nombre procede del griego enarges, que significa distinto, por su exfoliación. Sinónimos en español muy poco usados son clarita, garbita y guayacanita.
Es el extremo con arsénico de una serie de minerales de solución sólida en la que el otro extremo es la famatinita Cu3SbS4 . Es polimorfo de la luzonita, con su misma fórmula pero tetragonal.

## Ambiente de formación
La enargita es un mineral secundario formado en rocas metamórficas mediante metamorfismo hidrotermal de temperatura media, por lo que aparece en vetas hidrotermales.
Minerales asociados suelen ser: cuarzo, bornita, galena, esfalerita, tennantita, calcocita, calcopirita, covelina, pirita y otros sulfuros.

## Localización, extracción y uso
Aparecen yacimientos en Montana, Colorado y Utah (EE. UU.), Sonora (México), Argentina, Chile, Morococha y Cerro de Pasco (Perú) y en la isla de Luzón (Filipinas). En España se encuentra en con trazas de hierro en Andújar (Jaén) y en Cartagena (Murcia).
Se extrae de las minas industrialmente por ser una mena del cobre (48% Cu).